# Стефан Симић
Стефан Симић (чеш. Stefan Simič; Праг, 20. јануар 1995) је чешки фудбалер српског порекла. Игра на позицији одбрамбеног играча.

## Каријера
Прикључио се млађим категоријама Славије из Прага када је имао 6 година. Брзо је напредовао и постао је најмлађи играч који је потписао професионални уговор са клубом, имао је 15 година и 11 дана. Дебитовао је за клуб 13. фебруара 2011. године у пријатељској утакмици против Хајдука из Сплита на прослави поводом 100 година од оснивања Хајдука. Јануара 2012. прелази у Ђенову за 500 хиљада евра.

### Милан
Следеће године, у августу, постаје играч Милана. Био је стандардан у јуниорском тиму Милана са којим је освојио турнир Вијаређо, а затим је постао капитен тима. На лето 2015. одлази на позајмицу у Варезе, где ће провести годину дана. Пропустио је пола сезоне 2015/16 због повреде фибуле десне ноге. Почетком 2016. требало је да оде на шестомесечну позајмицу у Хајдук, али је она отказана због повреде његовог саиграча Филипа Мексеса. У сезони 2016/17 послат је на позајмицу у белгијски Мускрон.

## Репрезентација
Поред Чешке, Симић може да наступа за Србију, Босну и Херцеговину и Хрватску. ФС Хрватске је упутио више позива Симићу да наступа за Хрватску, али их је он одбио. Од 2011. наступа за млађе категорије Чешке, када је дебитовао за репрезентацију до 16 година.

## Приватни живот
Стефан Симић је рођен у Прагу, али је његова породица пореклом из места Градина код Приједора, Република Српска. Његови родитељи су живели у Загребу, где је његов отац Радоја био запошљен на царини. За време рата у Југославији, његов отац је одлучио да се породица пресели у Чешку, и тако је сасвим случајно избегао одвођење из Загреба на ликвидацију у Пакрачкој Пољани. Стефан је навијач сплитског Хајдука и прашке Славије.